# Eric Metcalf
Eric Quinn Metcalf (Seattle, 23 giugno 1968) è un ex giocatore di football americano statunitense che ha giocato nei ruoli di running back, wide receiver e kick returner nella National Football League (NFL). Fu scelto nel corso del primo giro (13º assoluto) del Draft NFL 1989 dai Cleveland Browns. Al college ha giocato a football all’Università del Texas a Austin.

## Carriera professionistica
Un giocatore dai molteplici talenti, Metcalf eccelse sia giocando in attacco che come ritornatore negli special team. Nella sua seconda stagione nella NFL guidò la lega in yard ritornate da kickoff (1.052) e touchdown su ritorno (due). Inoltre guidò la lega in touchdown su ritorno da punt per quattro diverse stagioni (1993–1995, 1997). Complessivamente, Metcalf terminò la sua carriera con 2 392 yard corse, 541 ricezioni per 5 572 yard, 3 453 yard su ritorni da punt e 5 813 su ritorni da kickoff. Questo lo portò a un totale di 17 230 yard in tutte le categorie, classificandosi nella top ten della storia della lega al momento del ritiro. Segnò inoltre 55 touchdown (12 su corsa, 31 su ricezioni, 10 su ritorni da punt e 2 su ritorni da kickoff). I suoi 12 touchdown totali su ritorno lo pongono al terzo posto della storia della NFL dietro Devin Hester e Brian Mitchell. Le 10 marcature su ritorno da punt erano un record NFL finché il 2 ottobre 2011 Devin Hester lo superò contro i Carolina Panthers. Metcalf è l'unico giocatore della storia ad aver guadagnato oltre 7 000 yard in attacco e altre 7 000 su ritorni

## Palmarès
- (3) Pro Bowl (1993, 1994, 1997)
- (3) First-team All-Pro (1993, 1994, 1997)

## Statistiche
| Touchdown su ritorno       | 10    |
| Yard su ritorno da punt    | 3 453 |
| Yard su ritorno da kickoff | 5 813 |